# Operațiunea Entebbe

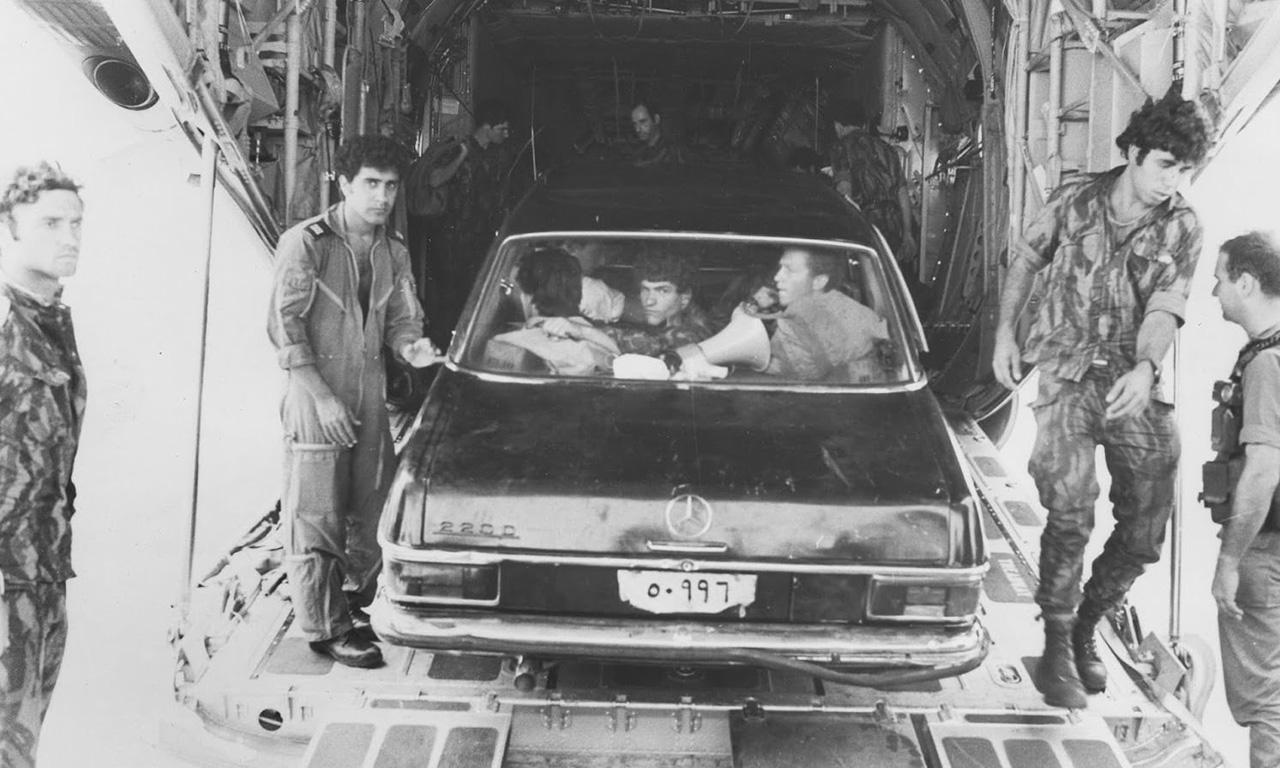
Soldați israelieni din unitatea de elită Sayeret Matkal după operație.

Raidul de la Entebbe, cunoscut și sub numele de Operațiunea Entebbe sau Operațiunea Trăsnet, a avut loc în noaptea de 3 spre 4 iulie 1976 pe aeroportul internațional din Entebbe, în Uganda. Organizat de către Israel, raidul a avut drept scop eliberarea ostaticilor dintr-un avion deturnat de către un comandou compus din membri ai Frontului Popular pentru Eliberarea Palestinei (FPLP) și ai Celulelor Revoluționare Germane RZ (în germană Revolutionäre Zellen). Reușind să elibereze pe aproape toți ostaticii, raidul este considerat un succes militar al Israelului.
Raidul a fost numit Operațiunea trăsnet de către forțele militare ale Israelului care l-au plănuit și executat, și retroactiv a fost numit Operațiunea Jonathan după moartea colonelului Jonathan Netanyahu, singurul soldat israelian ucis în timpul raidului, fratele mai mare al viitorului prim-ministru israelian Beniamin Netaniahu.
Salutat de către populația israeliană, a fost în schimb perceput ca o jignire de către Uganda și de către mareșalul președinte Idi Amin Dada, care a vrut să profite de luarea de ostatici pentru a recâștiga încrederea comunității internaționale.

## Luarea de ostatici
La 27 iunie 1976, zborul Air France 139, al unui Airbus A300B4 înregistrat F-BVGG, venind de la Tel Aviv, în Israel, și care transporta 246 pasageri și doisprezece membri ai echipajului, decolează din Atena, Grecia, îndreptându-se spre Paris. La scurt timp după decolare, zborul a fost deturnat de patru teroriști. Cei patru erau: doi membri ai Frontului Popular pentru Eliberarea Palestinei și doi germani, membri ai Celulelor Revoluționare (Revolutionäre Zellen); ei preiau comanda aeronavei și o deturnează spre Benghazi în Libia. Acolo, avionul a rămas la sol timp de șapte ore pentru a se realimenta cu combustibil; o femeie ostatic (Patricia Heiman, o cetățeană britanico-israeliană) simulează iminența unui avort spontan și este eliberată. Avionul aterizează pe aeroportul internațional Entebbe în Uganda; Idi Amin Dada, mareșalul-președinte și dictator al țării, este avertizat (într-un mod indirect, de către ambasadorul Franței, Pierre-Henri Renard) de sosirea dispozitivului în momentul când avionul survolează deja Entebbe. Uganda a fost de acord să primească aparatul, oficial, pentru rațiuni umanitare.
La Entebbe, celor patru teroriști li s-au alăturat alți trei pirați. Comandoul pare a fi condus de membrii ai OEP, cei doi germani nefiind se pare acolo decât pentru a deturna avionul, și pentru a servi apoi ca supraveghetori. Amin Dada, care a venit în persoană pentru a vedea situația, a declarat că i-a fost refuzat accesul în avion de către comando, dar i-a convins pe pirați să părăsească avionul pentru a se instala într-un aeroport local. Ostaticii au fost apoi evacuați în holul de tranzit al unui fost terminal al aeroportului internațional Entebbe, escortați de militari ugandezi. Amin Dada le-a oferit hrană, apă și echipamente pentru a se instala corect în terminal; el afirmă a doua zi ambasadorului francez că el a încercat să neutralizeze teroriștii, dar că manevra lui nu a reușit. Comandoul apoi a făcut primul anunț oficial: se solicită eliberarea a 53 de prizonieri pro-palestinieni, prizonieri, pentru cea mai mare parte, în închisorile israeliene, dar, de asemenea, în Kenya, în Franța, în Elveția și în Germania.
Pe 30 iunie, 47 de pasageri, inclusiv femei, copii și vârstnici, sunt eliberați de răpitori, care dau un ultimatum: cererile lor trebuie să fie îndeplinite înainte de 3 iulie, ora 15, în caz contrar se va arunca în aer avionul și ostaticii rămași. Timpul părând să fie prea scurt, ultimatumul este amânat pe a doua zi, 4 iulie, la ora 11; un al doilea val de pasageri este eliberat: a rămas doar echipajul care a refuzat să plece fără toți pasagerii, adică deținătorii de pașaport israelian, dar, de asemenea, unii pasageri evrei care au o dublă cetățenie; un total de 106 persoane.

## Negocierile

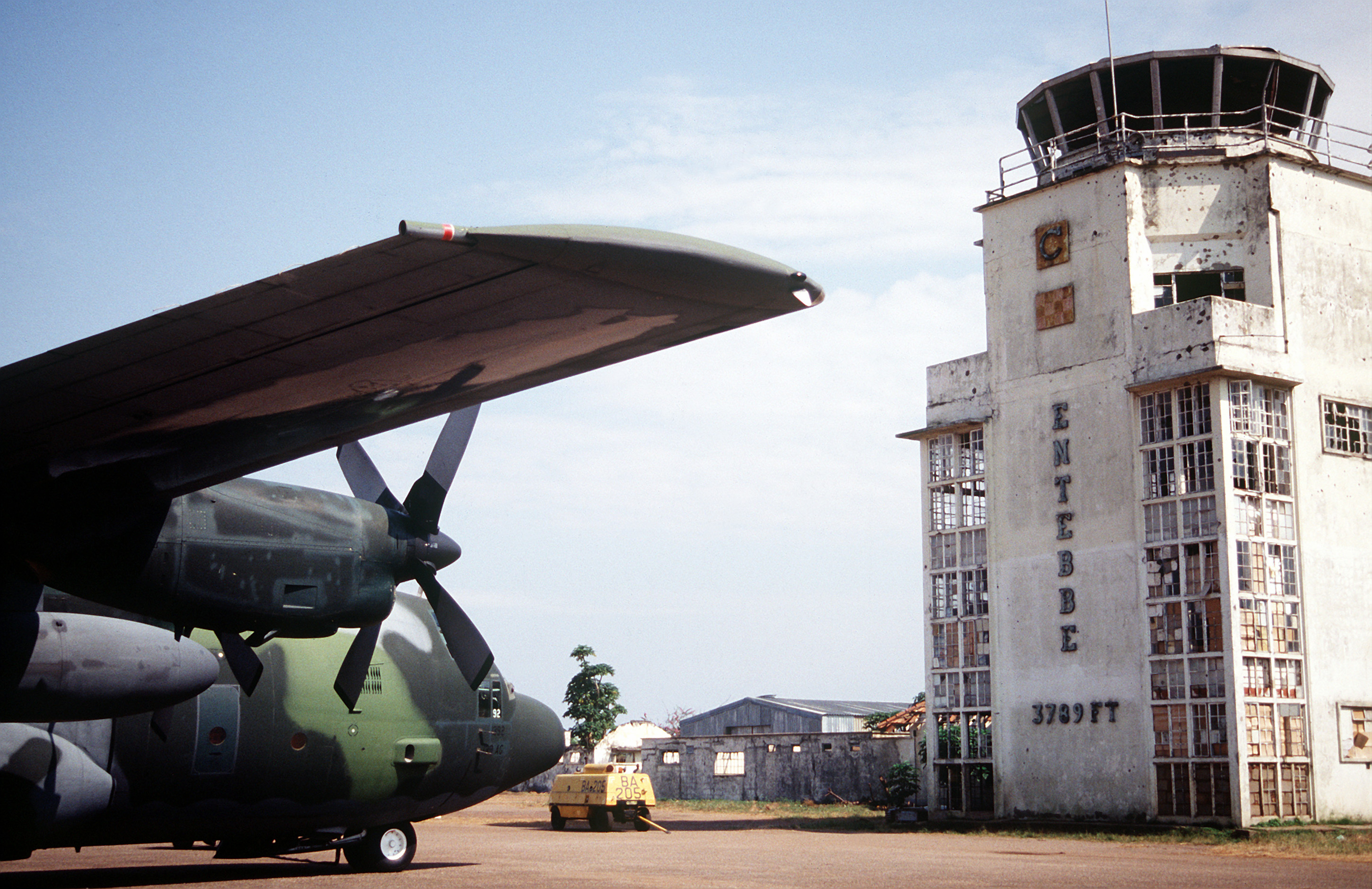
Turnul de control în 1994. Daunele provocate de atac sunt încă vizibile.

Guvernul Israelului, refuzând inițial să discute cu răpitorii, pare apoi să cedeze, după cele două valuri de eliberare și la presiunile exercitate de familiile pasagerilor încă ținuți ostatici. Comandoul, numește purtător de cuvânt pe ambasadorul Somaliei în Uganda, Hasni Abdullah Farah, „decanul ambasadorilor arabi”. Guvernele vizate de cererile de terorism sunt reprezentate de ambasadorul Franței. Idi Amin joacă rolul de mediator în cadrul mesei rotunde; relațiile sale bune cu Organizația pentru eliberarea Palestinei și cu membrii ei care se antrenează în Uganda permit un dialog neostil cu membrii OLP. Acest avantaj nu compensează, cu toate acestea, neîncrederea Israelului față de Amin Dada, care, după ce a stabilit relații diplomatice cu Statul evreu la sosirea sa la putere, le-a rupt un an mai târziu. La 1 iulie, Israelul propune o primă eliberare de prizonieri pro-palestinieni, în timp ce doresc să pună negocierile sub auspiciile Organizației Națiunilor Unite. Cele două propuneri sunt respinse de comandou. Pe 3 iulie, Israelul susține că a început eliberarea prizonierilor, dar dorește ca aeroportul unde ar avea loc schimbul să fie pe teritoriu francez; propunerea este din nou respinsă.
În timp ce participă la aceste negocieri, guvernul israelian pregătește în secret o operațiune militară destinată eliberării ostaticilor rămași. La rândul lor, teroriștii se ceartă asupra a ceea ce negociatorul lor trebuie să ceară. Răpitorii, cu toate acestea, sunt gata de orice, inclusiv să arunce în aer aeroportul, așa cum amenință nemții din comandou. La sfârșitul operației, se constată că pirații nu dețineau explozibili, contrar declarațiilor lor.

## Operațiunea de salvare
Mai mulți foști ostatici eliberați au fost chestionați de către Mossad, după ce au fost recuperați; terminalul dezafectat, în care s-au stabilit cei care au luat ostatici și victimele lor, este opera unei companii israeliene, care oferă planurile Țahalului. În timpul pregătirii operațiunii, a fost construită o replică a unei parți a aeroportului cu ajutorul civililor israelieni care au lucrat la construcția acestuia. Cu aceste informații, Statul Israel încearcă o operațiune care implică o călătorie de 4 000 de kilometri a forțelor sale.
Operațiunea este declanșată la data de 3 iulie, după-amiaza târziu, de către prim-ministrul Yitzhak Rabin. Trei avioane de transport C-130 Hercules ale forțelor aeriene israeliene au decolat de la baza din Sharm el-Sheikh, în vremea aceea sub control israelian. Ei au la bord vreo sută de militari israelieni, inclusiv pe Jonathan Netanyahu, conducătorul lor, și pe membrii de elită din comandoul Sayeret Matkal, sprijiniți de brigada Golani și, probabil, decâțiva oameni din Aman sau Mossad. Zburând la altitudine joasă, aparatele urmează traiectoria de zbor spre El-Al ce leagă Nairobi și Tel Aviv ; ajuns la lacul Victoria, avionul transportând majoritatea soldaților israelieni o ia înainte pentru a ateriza mai discret.
Avionul lui Netaniahu aterizează la ora 23 pe aeroportul Entebbe, fără a fi reperat de controlul traficului aerian din Uganda. Celelalte două avioane conțin, unul, echipamente medicale (și a aterizat pe Aeroportul Internațional Jomo Kenyatta din Nairobi, în Kenya), iar celălalt, postul de comandă al operațiunii (aterizat pe aeroportul din Entebbe). Ajunși la Entebbe, soldații israelieni debarcă trei mașini: două Land Rover și o Mercedes neagră, mașină utilizată în mod normal de Amin Dada pentru a vizita ostaticii. Datorită acestui șiretlic, israelienii ajung la terminalul dezafectat fără a fi deranjați.
Responsabilii ugandezi de la turnul de control sunt, se pare, păcăliți de acest truc atât de mult încât lasă Mercedesul și Land Roverele să se apropie de terminal.
Raidul a durat aproximativ douăzeci de minute: cei șapte teroriști sunt uciși, la fel trei ostatici și Jonathan Netaniahu însuși. Armata ugandeză pierde, se pare, douăzeci de oameni, chiar dacă Amin Dada invocă „vreo sută”; în plus, mai multe avioane de luptă ugandeze sunt scoase din luptă.  Ministrul ugandez al Afacerilor Externe vorbește de unsprezece avioane distruse, în timp ce ambasadorul Franței specifică  „3 sau 4 Mig-uri serios deteriorate, dar nu distruse”. Avioanele citate sunt patru MiG-17 și, se pare, șapte aeronave MiG-21 (care ar fi reprezentat un sfert din aviația ugandeză). 